# Cyanoliseus ensenadensis
Cyanoliseus ensenadensis es una de las 2 especies extintas de las 3 que integran el género Cyanoliseus de la familia de los loros (Psittacidae), cuyas especies se denominan loros barranqueros o tricahues. C. ensenadensis habitaba en la región pampeana del centro-este de América del Sur.  

## Distribución y hábitat
C. ensenadensis habitó en el Pleistoceno temprano-medio de la provincia de Buenos Aires, en la región centro-oriental de la Argentina, y en el Uruguay.
Sus primeros restos se exhumaron de la «formación Ensenada», en la localidad del Puerto de Olivos, partido de Vicente López, en el nordeste de la provincia de Buenos Aires, Argentina. El código asignado para el holotipo es el MACN17716, un húmero izquierdo. Se encuentra depositado en el Museo Argentino de Ciencias Naturales Bernardino Rivadavia (MACN).
Además, fue colectado un húmero derecho, sin la porción distal, con el código asignado FC-DPV-1417, procedente del arroyo Sopas, departamento Salto, Uruguay, en las coordenadas 31°15′S 57°00′O. Estratigráficamente se lo detectó en lutitas parduscas de la formación Sopas (Pleistoceno tardío), la cual se formó principalmente en un ambiente fluvial, pero también conteniendo paleosuelos.
La evidencia paleontológica sugiere que C. ensenadensis habitaba en ambientes abiertos a semiabiertos, bajo condiciones climáticas estacionales.

### Reproducción
Seguramente se reproducían de manera similar a la única especie viviente del género, Cyanoliseus patagonus, la que lo hace gregariamente en cuevas que escavan en las paredes de barrancas de ríos o acantilados marinos.

### Características
C. ensenadensis, es la menor especie del género Cyanoliseus, con un largo total estimado en aproximadamente 33 cm, y un peso calculado en 152 gramos. Es un tercio menor que la especie viviente C. patagonus, la cual alcanza en promedio unos 42 cm, con pesos en el rango de los 256 a 300 g; y dos tercios más pequeño que la gigante del género, la también extinta C. patagonopsis, la que medía unos 51 cm de largo total, con un peso estimado en 350 g. 
Aunque el surco transverso ligamentorum es particularmente pequeño en el género Cyanoliseus, el de C. ensenadensis es aún menos extendido que en las otras dos.

## Taxonomía
Esta especie fue descrita originalmente en el año 1957 por la paleontóloga argentina Noemí Violeta Cattoi dentro del género Pionus. Posteriormente, en el año 1972, Eduardo Pedro Tonni crea la combinación final para esta especie.